# Mapa (película)
MAPA es una película documental del director español León Siminiani, producida en el año 2012, con fecha de estreno el 1 de febrero de 2013.
Esta película-diario, rodada a lo largo de varios años y a una sola cámara, narra en primera persona las situaciones que vive un joven realizador en el proceso de creación de su primera gran obra.

## Argumento
Tras haber sido despedido de su empleo en televisión, León Siminiani decide hacer un cambio en su vida y hacer realidad el sueño de ser director de cine. Para ello, decide viajar a la India, donde debe encontrarse a sí mismo y crear su primer largometraje.
En este camino de autodescubriento y de lucha con su yo interno, descubre que, desde el principio, aquello que realmente buscaba estaba de vuelta en su ciudad. Sin embargo, cuando vuelve a Madrid, las cosas no son como él esperaba.

## Premios
| Año  | Festival                          | Sección                                               |
| ---- | --------------------------------- | ----------------------------------------------------- |
| 2012 | Festival De Cine Europeo Sevilla  | Mejor Documental Europeo ex aequo                     |
| 2012 | Rec´12 Tarragona                  | Premio de Jurado sección Ópera Prima                  |
| 2012 | Festival Internacional De Uruguay | Mención FIPRESCI y Mejor película Nuevos Realizadores |
| 2012 | Premios Goya                      | Mejor largometraje documental                         |
| 2013 | Riff                              | Mejor documental internacional                        |
| 2013 | Festival Ibaff 2013               | Premio del Público                                    |